# Oskar Jänicke

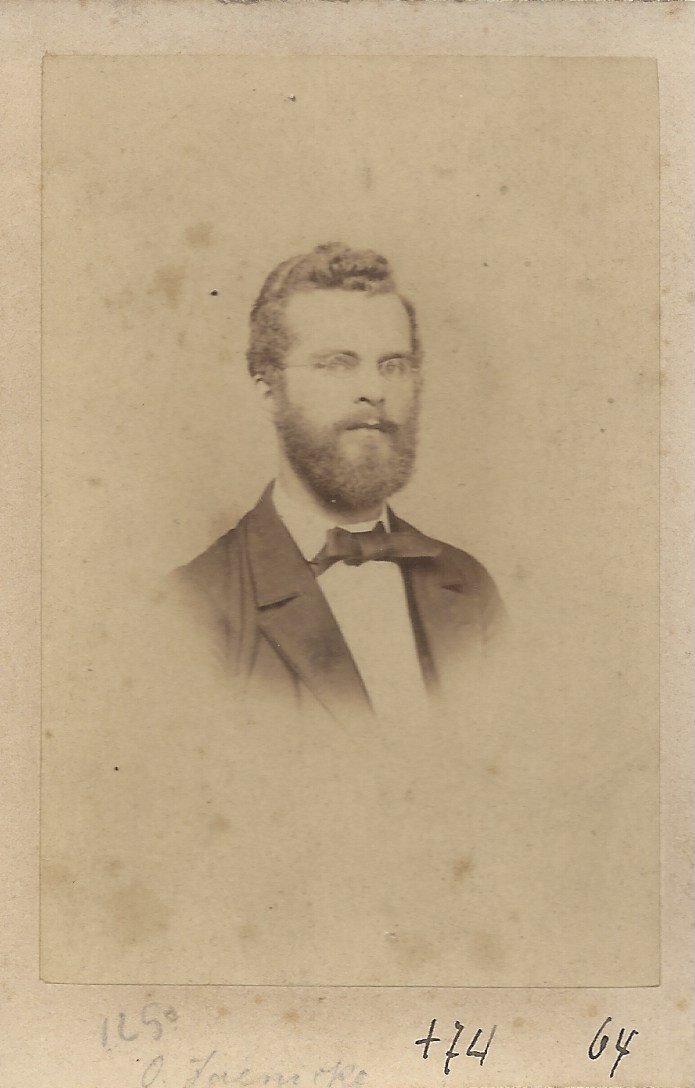
Oskar Jänicke

Oskar Jänicke (* 21. Juni 1839 in Pitschkau bei Sorau, Niederlausitz; † 6. Februar 1874 in Berlin) war ein deutscher Lehrer und germanistischer Mediaevist. In seinem kurzen Leben befasste er sich mit Mittelhochdeutsch, Grammatik und Orthographie.

## Leben
Jänicke besuchte die Stadtschule in Muskau und das Gymnasium zu Guben. Ab Ostern 1857 studierte er Philologie an der Friedrichs-Universität Halle. Er wurde Mitglied des Corps Neoborussia Halle, das viele Philologen und Gymnasiallehrer hervorbrachte. Zu seinen Lehrern gehörten Gottfried Bernhardy, Theodor Bergk, August Friedrich Pott und Julius Zacher. Für seine Arbeit über das Bistum Merseburg wurde er schon im Juli 1858 von der Philosophischen Fakultät ausgezeichnet. Ostern 1859 wechselte er an die Friedrich-Wilhelms-Universität zu Berlin, an der er von Moriz Haupt geprägt und von Karl Müllenhoff gefördert wurde. Mit einer Doktorarbeit bei Karl Ploetz wurde er am 20. Oktober 1860 zum Dr. phil. promoviert. Jänicke trat zunächst in den Schuldienst, strebte aber immer eine Hochschullaufbahn an. Das Probejahr durchlief er an der Realschule in Meseritz, Provinz Posen. Nachdem er im November 1861 das Examen pro facultate docendi in Berlin bestanden hatte, war er ab Ostern 1862 Adjunkt an der Ritterakademie Brandenburg. 1864 nahm er die 1. Lehrerstelle an der neuen höheren Bürgerschule in Wriezen an. Seit 1867 Oberlehrer, wurde er im Herbst 1869 Lehrer an der Sophien-Realschule in Berlin. Müllenhoff forderte ihn zur Mitherausgabe eines Heldenbuches auf. Es sollte alle Gedichte nach dem Nibelungenlied und der Kudrun umfassen. Jänicke widmete sich zunächst Biterolf und Dietleib. Viele Beiträge veröffentlichte er in der Zeitschrift für deutsche Philologie. Für die Germanistische Handbibliothek besorgte er die Ausgabe des Tristan (Gottfried von Straßburg).
Bevor er vom Ruf der Universität Freiburg erfuhr, starb er mit 34 Jahren.
Jänickes Nachlass kam an Julius Zacher. Für die Herausgabe des Tristan gab er ihn an August Reifferscheid in Greifswald weiter.

## Veröffentlichungen
- mit Arthur Amelung: Ortnit und die Wolfdietriche nach Müllenhoffs Vorarbeiten. Deutsches Heldenbuch III, Berlin 1871. Google Books
- Beiträge zur Kritik des großen Wolfdietrich. Berlin 1871. Google Books
- Ein deutsches Ritter- und Fürstenleben im 16. Jahrhundert (Hans von Schweinichen). In: Deutsches Museum 48 (1862), S. 795–809.
- Deutsche Rechtschreibung und Formenlehre für die unteren und mittlen Classen höherer Lehranstalten. Brandenburg 1863. Google Books
- Ueber die niederdeutschen Elemente in unserer Schriftsprache. E. Tesch 1869. Google Books
- mit Elias von Steinmeyer und Wilhelm Wilmanns: Der Ritter von Staufenberg – Das jüngere Gedicht vom Riesen Sigenot – Zur Geschichte des Eckenliedes, in: Altdeutsche Studien (für Müllenhoff). Weidmann 1871. Google Books